# Berles-au-Bois
Berles-au-Bois is een gemeente in het Franse departement Pas-de-Calais (regio Hauts-de-France) en telt 485 inwoners (1999). De plaats maakt deel uit van het arrondissement Arras.

## Geografie

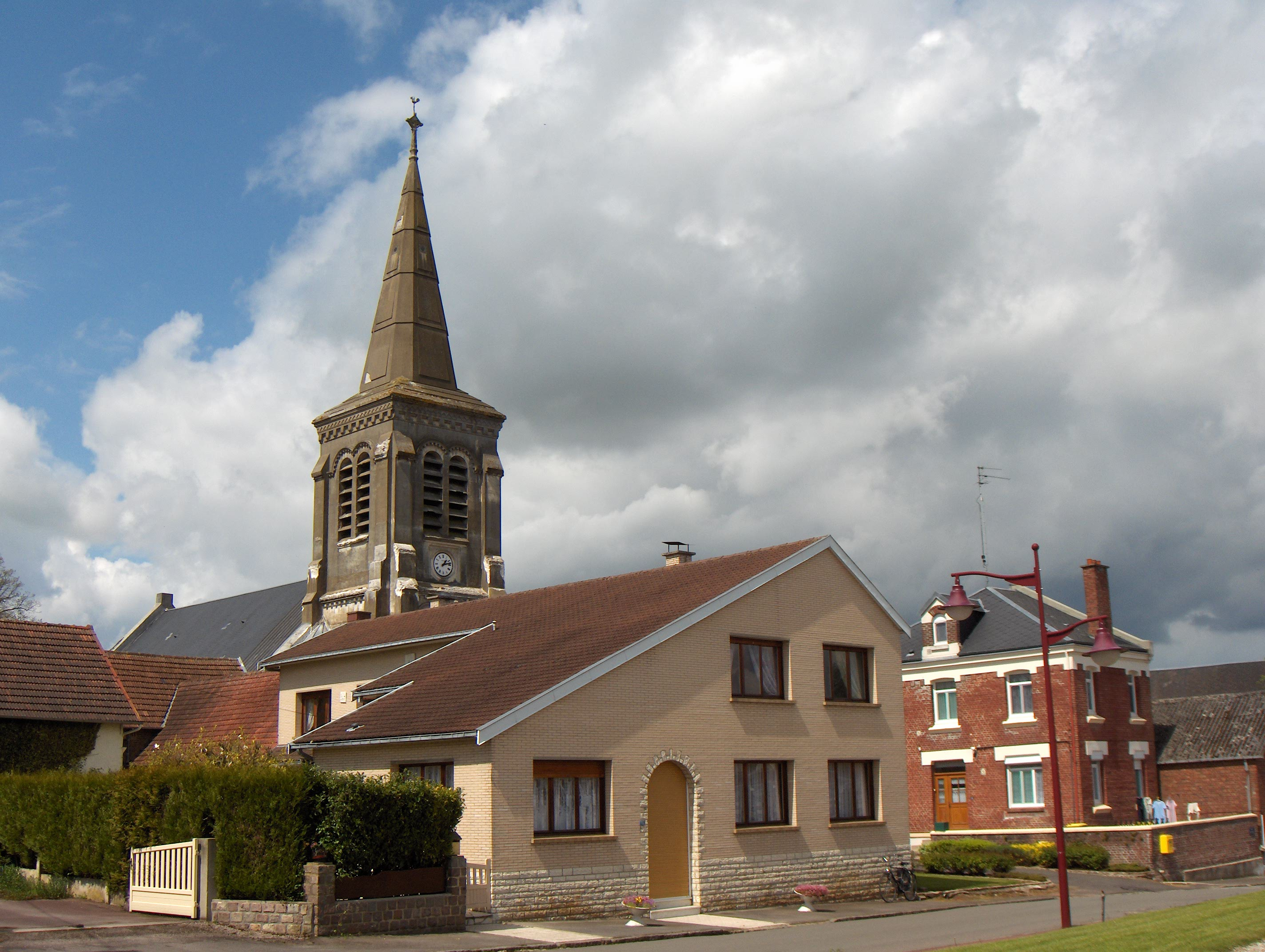
Berles-au-Bois, dorpscentrum met Sint-Pieterskerk (herbouwd na Wereldoorlog I)

De oppervlakte van Berles-au-Bois bedraagt 8,9 km², de bevolkingsdichtheid is 54,5 inwoners per km².
De onderstaande kaart toont de ligging van Berles-au-Bois met de belangrijkste infrastructuur en aangrenzende gemeenten.

## Demografie
Onderstaande figuur toont het verloop van het inwonertal (bron: INSEE-tellingen).